# Municipio de Deer Creek (condado de Henry)
El municipio de Deer Creek (en inglés: Deer Creek Township) es un municipio ubicado en el condado de Henry en el estado estadounidense de Misuri. En el año 2010 tenía una población de 406 habitantes y una densidad poblacional de 4,7 personas por km².

## Geografía
El municipio de Deer Creek se encuentra ubicado en las coordenadas 38°24′44″N 93°41′39″O / 38.41222, -93.69417. Según la Oficina del Censo de los Estados Unidos, el municipio tiene una superficie total de 86.34 km², de la cual 85,12 km² corresponden a tierra firme y (1,4 %) 1,21 km² es agua.

## Demografía
Según el censo de 2010, había 406 personas residiendo en el municipio de Deer Creek. La densidad de población era de 4,7 hab./km². De los 406 habitantes, el municipio de Deer Creek estaba compuesto por el 97,78 % blancos, el 0,49 % eran afroamericanos, el 0,25 % eran isleños del Pacífico, el 0,25 % eran de otras razas y el 1,23 % eran de una mezcla de razas. Del total de la población el 1,72 % eran hispanos o latinos de cualquier raza.